# Santiago del Estero
 For alternative betydninger, se Santiago (flertydig). (Se også artikler, som begynder med Santiago (flertydig))
Santiago del Estero er en by i den nordlige del af Argentina med et indbyggertal på ca. 430.280 (2022) indbyggere. Den er hovedstad i provinsen Santiago del Estero og ligger ved floden Río Dulce.